# 伊賀市立鞆田小学校
伊賀市立鞆田小学校（いがしりつ ともだしょうがっこう）は、かつて三重県伊賀市中友田にあった市立の小学校。

## 沿革
- 1873年4月 - 中友田学校、東湯舟学校、小杉学校、西湯舟学校が設立される[1]。
- 1876年
  - 小杉学校が精基学校[注釈 1]に改称される[1]。
  - 4月 - 東湯舟学校が宏明学校に改称される[1]。
- 1879年 - 中友田学校が友盛学校、永盛学校、秀盛学校に分離する[1]。
- 1880年3月29日 - 西湯舟学校が精生学校に改称される[1]。
- 1882年10月 - 永盛学校と秀盛学校が統合され、明治学校となる[1]。
- 1884年4月 - 友盛学校、明治学校、宏明学校、精基学校、精生学校が統合され、郁文学校となる[5]。
- 1887年3月 - 上友田尋常小学校に改称される[5]。
- 1890年6月20日 - 鞆田村の発足により、鞆田学校（鞆田尋常小学校）に改称される[5][6]。
- 1898年4月 - 高等科の設置により、鞆田尋常高等小学校となる[6]。
- 1916年6月10日 - 校歌が制定される[7]。
- 1941年4月1日 - 国民学校令の施行により、鞆田村国民学校となる[8][5]。
- 1947年4月1日 - 新学制の実施により、鞆田村立鞆田小学校となる[8][5]。
- 1954年12月20日 - 阿山村立鞆田小学校となる[8]。
- 1967年12月1日 - 阿山町立鞆田小学校となる[8]。
- 2016年3月31日 - 伊賀市立阿山小学校に統合されて閉校する[9][10]。

## 交通
- 新名神高速道路の甲南インターチェンジから自動車で約10キロメートル[9]
- 名阪国道の壬生野インターチェンジから自動車で約7キロメートル[9]